# 山本杉
山本 杉（やまもと すぎ、1902年〈明治35年〉8月19日 - 1995年〈平成7年〉9月9日）は、日本の医師、性医学者、政治家。参議院議員（2期）。全日本仏教会常務理事、全日本仏教婦人連盟理事長・会長、家庭生活問題研究協会副会長、全日本母性連盟会長、至誠会会長。夫は仏教学者で大正大学教授の山本快竜。

## 経歴
広島県出身。1923年（大正12年）、東京女子医学専門学校卒業。昭和13年6月23日「人工気胸のレントゲン学的研究」で慶應義塾大学より医学博士号を授与。
1959年（昭和34年）第5回参議院議員通常選挙で自由民主党より立候補して当選し、1964年（昭和39年）に行政管理政務次官就任。1965年（昭和40年）第7回参議院議員通常選挙で自由民主党より立候補して再選。1969年（昭和44年）物価対策特別委員長就任。1954年（昭和29年）から没するまで全日本仏教婦人連盟の理事長と会長を歴任し、仏教界での女性進出のための活動を担った。1973年（昭和48年）秋の叙勲で勲二等宝冠章受章。
1995年（平成7年）9月9日死去、93歳。死没日をもって従四位に叙される。

## 家族
- 夫 - 山本快龍
- 長男 - 山本保[3]

## 著作
著書
- 『女性のための仏心』国書刊行会、1995年。
- 『女性のための仏道入門』木耳社、1989年。
- 『道心 : 現代人にとって仏道とは何か』木耳社、1979年。
- 『母のねがい』芝園書房、1959年。
- 『私に良人を―告白する女性たち』東西文明社、1955年。
- 『婦人解放と産児制限』社会教育連合会編、印刷庁、1950年。
- 『性の志向するもの』三元社、1949年。

訳書
- ポドルスキー著『現代人の性案内』季節風書店、1958年。